# Stožec (přírodní památka)
Stožec je přírodní památka (ev. č. 1150) na východním svahu stejnojmenné šumavské hory. Nachází se 2,5 km severně od obce Stožec a 5 km jihozápadně od Volar. Chráněné území zaujímá i vrchol (1065 m n. m). Důvodem ochrany je přirozený ekosystém horských smíšených lesů s jejich druhovým bohatstvím rostlin a živočichů. Oblast spravuje Správa NP a CHKO Šumava. Památka se nachází na území I. zóny NP Šumava, a protože tudy nevede žádná značená cesta, tak je nepřístupná.